# 凯尼斯·梅
凯尼斯·梅（Kenneth O. May，1915年7月8日—1977年12月1日），美国数学家和数学史学家，发现了梅定理。凯尼斯·梅奖授予在数学史方面有杰出贡献的数学史学家。
1966年，梅为了抵制越战，签署了一份抗税宣言。